# Amaliquias
Amaliquias (70 a.C.) é um personagem do Livro de Mórmon, discidente nefita e rei lamanita.
Conta o Livro de Mórmon que Amaliquias era o líder de um movimento realista entre os nefitas de sua época.
Neste tempo, o povo de Néfi era governado por juízes escolhidos pelo povo. Os nefitas também travavam uma guerra longa e sangrenta com os lamanitas, e alguns erros na estratégia dos exércitos nefitas causavam descontentamento entre o povo. Amaliquias e seus seguidores desejavam ter novamente um rei como governante, rei este que deveria ser o próprio Amaliquias.
Derrotado pelas tropas do capitão Morôni, Amaliquias e seus seguidores deixaram o povo nefita, buscando exílio entre seus inimigos. Posteriormente, por meio de uma conspiração, Amaliquias ganhou a confiança do rei dos lamanitas, e matou-o, tomando o trono lamanita e liderando-os daí por diante contra seu antigo povo.
Amaliquias acabou morto por Teâncum enquanto estavam tanto os lamanitas como os nefitas acampados próximos a terra de Abundância. Teâncum invadiu sorrateiramente o acampamento inimigo e deu cabo de seu líder. Amoron, irmão de Amaliquias, foi aclamado rei em seu lugar.